# 独孤羅
独孤 羅（どっこ ら、534年 - 599年）は、北魏末から隋にかけての人物。字は羅仁。本貫は雲中郡。

## 経歴
534年（永熙3年）、独孤信の子として生まれた。独孤信が父母妻子を捨てて長安に入ったため、独孤羅は東魏に取り残されて高氏の虜囚となった。独孤信が宇文護により処刑されると、ようやく釈放されて、中山に寓居した。北斉の独孤永業の一族として田宅を与えられた。北斉が滅亡し、楊堅が定州総管となると、楊堅の妻の独孤伽羅が兄の行方を捜索させて独孤羅を見つけ出し、初めて対面した。579年（大象元年）、功臣の子として楚安郡太守に任じられた。まもなく病のため辞職し、長安に帰った。580年（大象2年）、楊堅が北周の丞相となると、独孤羅は儀同大将軍の位を受け、楊堅の側近に仕えた。581年（開皇元年）、隋が建国されると、使持節・上開府・儀同大将軍の位を受けた。11月、右武衛将軍に転じた。582年（開皇2年）、父の趙国公の爵位を嗣いだ。592年（開皇12年）、大将軍・太子右衛率となった。593年（開皇13年）、涼州刺史に任じられた。597年（開皇17年）、涼州総管に任じられた。599年（開皇19年）2月6日、死去した。諡は徳といった。

## 子女
- 独孤開遠
- 独孤開明
- 独孤開徹
- 独孤纂（後嗣、河陽郡尉）
- 独孤武都（河陽郡尉）

## 伝記資料
- 『隋書』巻79 列伝第44
- 『北史』巻61 列伝第49
- 隋使持節大将軍趙国徳公独孤君墓誌（独孤羅墓誌）